# カレブ・ユアン
カレブ・ユアン（Caleb Ewan、1994年7月11日 - ）は、オーストラリア・ニューサウスウェールズ州シドニー出身の自転車競技（ロードレース）選手。韓国移民2世の母とオーストラリア人の父との間に生まれた韓国系オーストラリア人。「ケイレブ・ユアン」「カレブ・イワン」などと表記されることもある。

## 経歴
自転車競技の経歴は10歳のころから始まり、2010年にナショナルジュニアロードレースでチャンピオンになり、次年にはジュニアトラック世界選手権オムニアムで優勝した。
2013年からJayco-AIS World Tour Academyに所属し、2014年にはオリカ・グリーンエッジに迎えられた。ナショナルU23ロードレースで優勝し、世界選手権U23ロードレースでは2位の成績を残した。
プロレースでの初勝利は2015年のヘラルド・サンツアー第2、3ステージ。翌月にはHCクラスのツール・ド・ランカウイで総合リーダージャージに袖を通し、最終的に区間2勝とポイント賞を獲得した。その年のブエルタ・ア・エスパーニャでは第5ステージで優勝し、見事なグランツールデビューとワールドツアー初勝利を飾った。プロ初年度には11勝を獲得した。

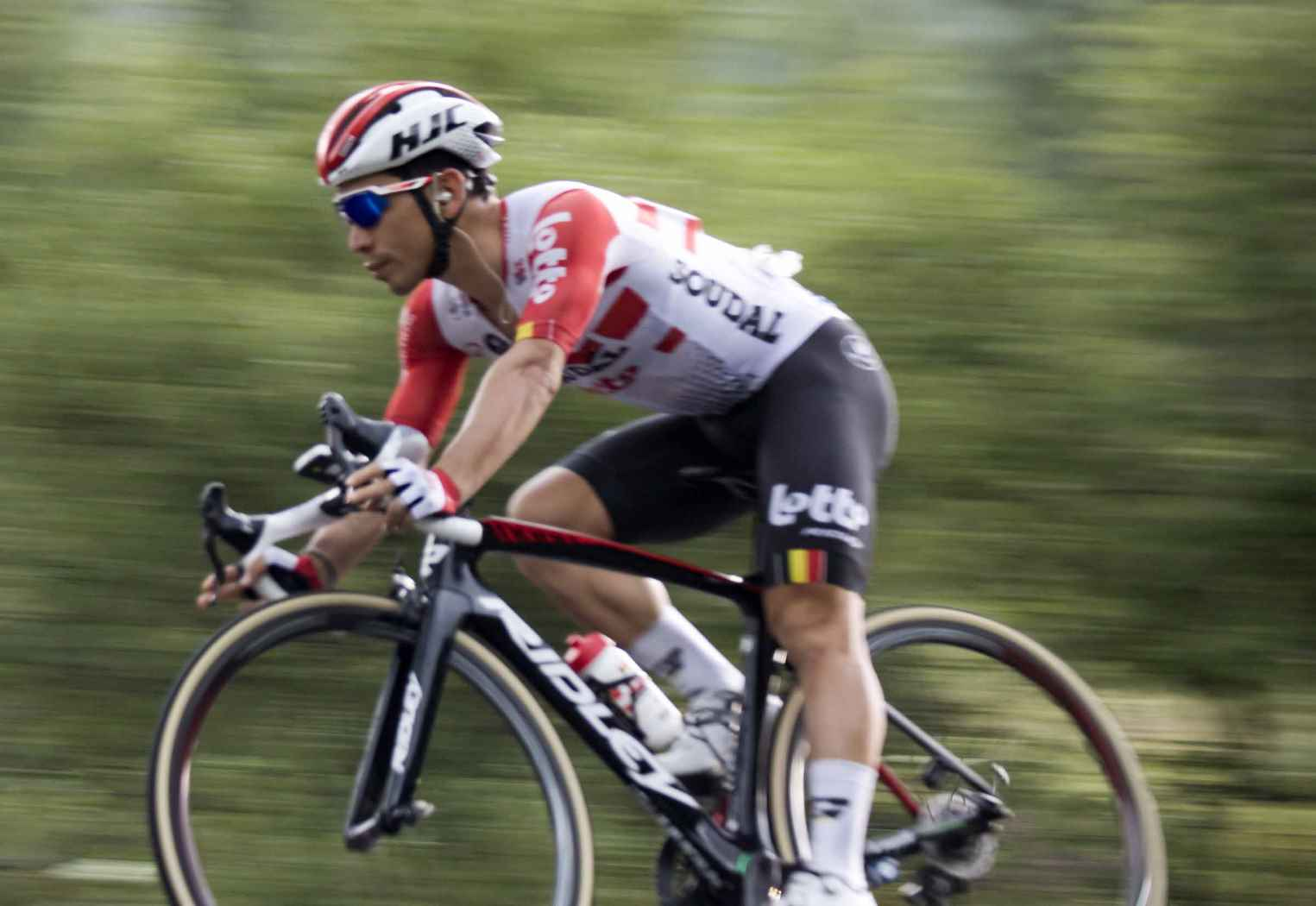
2019年ツール・ド・フランスにて

2016年はツアー・ダウンアンダーで2勝、ヘラルドサン・ツアーで1勝を挙げた。グランツールの一つであるジロ・デ・イタリアに初出場。
2017年、シーズン開幕戦のツアー・ダウンアンダーにて、全てのスプリントステージで勝利し、ステージ４勝を挙げた。ジロ・デ・イタリアではクイックステップ・フロアーズのフェルナンド・ガビリアの前に苦戦するも第7ステージで勝利。
2019年、ロット・ソウダルに移籍。ジロ・デ・イタリアでステージ2勝を挙げる。好調を維持したままツール・ド・フランスに初出場。第11ステージで集団スプリントを制し、全グランツールでのステージ勝利を達成した。第16ステージでも集団スプリントを制し、大会2勝目。第21ステージ、シャンゼリゼでのスプリントも制し、大会最多勝となる3勝目を挙げた。
2020年、ツール・ド・フランスでも第3、11ステージで勝利を挙げた。
2021年、ジロ・デ・イタリア第5ステージで勝利。

## 特徴
21歳という若さでありながら、グランツール初勝利を挙げた。登りスプリントでデゲンコルブとペーター・サガンを引き離したことがあり、短距離の登りにも強い。
167cmの小柄な体躯から繰り出される低いライディングフォームはマーク・カベンディッシュを彷彿させ、そのスプリント姿から「ポケットロケット」とも呼ばれている。

## 主な戦歴

### 2014年
- オーストラリアナショナル選手権　優勝(U23ロードレース)

### 2015年
- ヘラルド・サンツアー　区間優勝(第2、3ステージ)
- ツール・ド・ランカウイ　ポイント賞、区間優勝(第3、6ステージ)
- ブエルタ・ア・ラ・リオハ　優勝
- ツール・ド・コリア　総合優勝、ポイント賞、ヤングライダー賞、区間優勝(第2、3、5、7ステージ)
- ブエルタ・ア・エスパーニャ　区間優勝(第5ステージ)

### 2016年
- オーストラリア選手権　優勝(クリテリウム)

- ツアー・ダウンアンダー　区間優勝(ピープルズ・チョイス・クラシック、第1,6ステージ)
- ヘラルドサン・ツアー　区間優勝(第2ステージ)
- サイクラシックス・ハンブルク　優勝

### 2017年
- オーストラリア選手権　優勝(クリテリウム)

- ツアー・ダウンアンダー　ポイント賞(ピープルズ・チョイス・クラシック、第1,3,4,6ステージ)
- アブダビ・ツアー　区間優勝（第4ステージ）
- ジロ・デ・イタリア　区間優勝（第7ステージ）
- ツール・ド・ポローニュ　区間優勝（第4ステージ）
- ツアー・オブ・ブリテン　区間優勝（第1,3ステージ）

### 2018年
- ツアー・ダウンアンダー　区間優勝（第2ステージ）
- クラシカ・デ・アルメリア　優勝
- ミラノ〜サンレモ　第2位
- ツアー・オブ・ブリテン　区間優勝（第8ステージ）

### 2019年
- ツアー・ダウンアンダー　区間優勝（ダウンアンダー・クラシック）
- カデル・エヴァンス・グレートオーシャン・ロードレース　2位
- UAEツアー　区間優勝（第4ステージ）
- ツアー・オブ・ターキー　区間優勝（第4,6ステージ）
- ジロ・デ・イタリア　区間優勝（第8,11ステージ）
- ZLMツアー　区間優勝（第4ステージ）
- ツール・ド・フランス　区間優勝 (第11,16,21ステージ)
- ブリュッセル・サイクリング・クラシック　優勝

### 2020年
- ツアー・ダウンアンダー　区間優勝（第2,4ステージ）
- UAEツアー　 ポイント賞（第2ステージ優勝）
- ツール・ド・ワロニー　区間優勝（第1ステージ）
- ツール・ド・フランス　区間優勝 (第3,11ステージ)
- スヘルデプライス 優勝

### 2021年
- UAEツアー　区間優勝（第7ステージ）
- ジロ・デ・イタリア 区間2勝（第5,7ステージ)
- バロワーズ・ベルギー・ツアー　 ポイント賞（第3,4ステージ優勝）
- ベネルクス・ツアー　区間優勝（第5ステージ）

### 2022年
- サウジ・ツアー（英語版） 区間優勝（第1ステージ）
- ツール・デ・ザルプ＝マリティーム・エ・デュ・ヴァール 区間優勝（第1ステージ）
- ティレーノ〜アドリアティコ 区間優勝（第3ステージ）
- ドイツ・ツアー 区間優勝（第1ステージ）
- グランプリ・ド・フルミー 優勝

### 2023年
- ファン・メルクシュタイン・フェンス・クラシック（英語版） 優勝

### 2024年
- ツアー・オブ・オマーン 区間優勝（第1ステージ）
- ブエルタ・ア・カスティーリャ・イ・レオン 優勝
- ブエルタ・ア・ブルゴス 区間優勝（第2ステージ）

### 2025年
- セッティマーナ・インテルナツィオナーレ・ディ・コッピ・エ・バルタリ 区間優勝（第1ステージ）
- イツリア・バスク・カントリー 区間優勝（第2ステージ）